# Енохианские шахматы

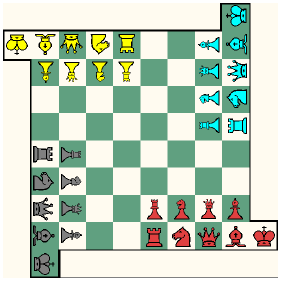
Енохианские шахматы.
Расстановка «Воздух Воздуха и Воды»

Енохианские шахматы — вариант шахмат, в котором фигуры были выполнены в виде египетских богов, а в качестве игральной доски использовалась одна из енохианских таблиц. Для игры требовалось четыре игрока, но один или даже двое из них должны были быть «духами». Название игры происходит от енохианской магии Джона Ди, английского математика и оккультиста XVI века. Первоначально этот вариант шахмат также назывался «розенкрейцерскими шахматами», по названию Ордена розенкрейцеров, европейского мистического братства, преемником которого якобы являлся Орден Золотой Зари.
Создателем игры считается Уильям Уинн Весткотт, один из основателей ордена Золотой Зари. В её основу он положил принципы древнеиндийской чатуранги.
Фигурами в игре выступали:
- Осирис — король;
- Исида — ферзь;
- Хароерис (Хер-ур, Хор Старший) — слон;
- Хор — конь;
- Нефтида — ладья.

Игра в «енохианские шахматы» считалась показателем образованности и солидности в кругах европейских оккультистов начала XX века: как сообщает Фрэнсис Кинг в своей книге «Современная ритуальная магия», один из «посвящённых» покинул герметический орден «Stella Matutina», узнав, что никто из его членов не умеет играть в них. Известными любителями енохианских шахмат были Уильям Батлер Йейтс и Сэмюэль Мазерс. По словам биографа Йейтса Джозефа Хоуна, они нередко играли друг против друга, причём «партнёром» Мазерса выступал «дух» — оккультист пристально разглядывал пустое кресло, стоящее рядом, прежде чем сделать ход.